# Caporale scelto
Il caporale scelto era il secondo grado dei graduati di truppa delle forze armate italiane, superiore al caporale ed inferiore al caporale maggiore. Il grado è ormai superato dalla non operatività del servizio militare di leva in Italia.
L'abbreviazione utilizzata nei documenti è "C.le Sc.", è equivalente al codice di grado NATO OR-3. Il grado di caporale scelto era l'ultimo grado conseguibile della categoria VFA (Volontario in ferma annuale). 

## Storia
Con l'introduzione del ruolo dei VFB (Volontario in ferma breve) avvenuto il D.Lgs. 12 maggio 1995 n. 196, questi ultimi questi venivano promossi automaticamente da caporale a caporale maggiore, dopo aver sostenuto un certo periodo di servizio; i gradi indossati erano di colore blu.
Con la sospensione alle chiamate al servizio militare di leva in Italia, sono stati costituiti i ruoli VFP1 (Volontari in ferma prefissata di 1 anno) e VFP4 (Volontari in ferma prefissata di 4 anni).
Ai caporali VFP1, dopo almeno 6 mesi di servizio svolto fornendo garanzie di sicurezza ed affidabilità, può essere attribuita dal Comandante di Corpo la qualifica funzionale di caporale scelto, mentre i caporali VFP4 vengono promossi direttamente a caporale maggiore.

## Distintivo
Il distintivo di grado del caporale scelto è costituito da un gallone nero con un filetto nero e da una barretta nera, ovvero da un gallone rosso con un filetto rosso con una barretta rossa per i paracadutisti.

L'insegna per controspallina di caporale scelto dell'Esercito Italiano
L'insegna per controspallina di caporale scelto paracadutista dell'Esercito Italiano

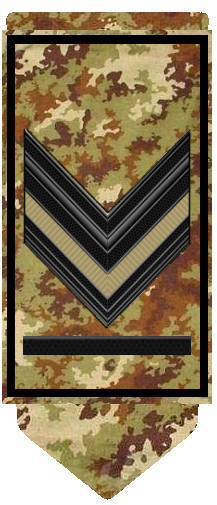
L'insegna per uniforme da combattimento di caporale scelto dell'Esercito Italiano
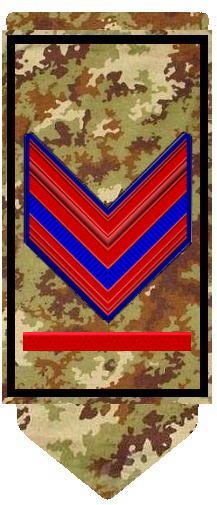
L'insegna per uniforme da combattimento di caporale scelto paracadutista dell'Esercito Italiano
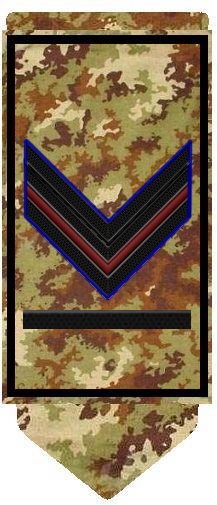
L'insegna a bassa visibilità per uniforme da combattimento di caporale scelto paracadutista dell'Esercito Italiano